# 阿普頓 (麻薩諸塞州普查規定居民點)
阿普頓（英語：Upton）是位於美國麻薩諸塞州烏斯特縣的一個普查規定居民點。

## 人口
根據2020年美國人口普查的數據，阿普頓的面積為6.60平方千米，當中陸地面積為6.40平方千米，而水域面積為0.20平方千米。當地共有人口3090人，而人口密度為每平方千米468.18人。